# 歡樂皺紋
《歡樂皺紋》（西班牙語：Arrugas）是一部由伊格納西奧·費雷拉斯執導、改編自漫畫家帕科·羅卡的同名漫畫，於2011年9月19日在聖賽巴斯提安國際影展首映的西班牙動畫電影。
作品中四分之三的內容於西班牙當地完成，其餘部分則有委託給菲律賓一帶的動畫工作室處理。

## 劇情
故事主角艾米立歐（Emilio）是一位從銀行部門退休的老人，因罹患阿茲海默症而被親生兒子送至養老院中。
而在養老院裡頭生活的艾米立歐對於自己處境及行為逐漸癡呆起來感到恐懼，之後則在室友米格爾（Miguel）協助下，艾米立歐開始有了不一樣的年老生活並與米格爾發展出深厚的友情。

## 配音人員
- 艾米立歐：阿爾瓦羅·格瓦拉（Álvaro Guevara）
- 米格爾：塔喬·岡薩雷茲（Tacho González）
- 安娜：瑪洛莉·莫耶（Mallory Moye）
- 蘿莎莉歐：瑪洛莉·莫耶（Mallory Moye）
- 安娜：埃琳·史登（Ellyn Stern）
- 醫生：凱西·E·路易斯（Casey E. Lewis）

## 反應

### 評價
好萊塢報導評析《歡樂皺紋》使用了平靜及細膩的手法來表達出人們年老時所面臨的問題，可謂該年度最成功的西班牙電影之一。網站Criterion Cast認為「人生中遭遇的喜怒、恐懼、友情、背叛完全展示在這部作品中，而隨著故事的發展越能將上述的內容表現出來。」日本吉卜力工作室的動畫導演高畑勳則表示「《歡樂皺紋》讓我看見動畫電影能有更多未發覺的表現手法之可行性，對於同樣已是老年人、以及在動畫界工作的我要為這部作品獻上敬意。」

### 提名獎項
| 典禮活動                           | 提名項目       | 結果 |
| ---------------------------------- | -------------- | ---- |
| 2012年第25屆歐洲電影獎             | 最佳動畫片     | 提名 |
| 2012年第26屆哥雅獎                 | 最佳改編劇本   | 獲獎 |
| 2012年第26屆哥雅獎                 | 最佳電影動畫   | 獲獎 |
| 2012年第39屆安妮獎                 | 最佳動畫       | 提名 |
| 2013年匈牙利凱奇凱梅特國際動畫影展 | 凱奇凱梅特市獎 | 獲獎 |

## 外部連結
- 電影動畫《歡樂皺紋》官方網站 （页面存档备份，存于）（西班牙文）